# Molosses d'Asnières
I Molosses d'Asnières sono una squadra di football americano di Asnières-sur-Seine, in Francia.

## Storia
La squadra è stata fondata nel 1992 come Molosses Boulogne-Billancourt, per assumere infine il nome attuale. Ha vinto 4 volte il Challenge Feminin, tre volte il Casco d'Oro (torneo di seconda divisione), due volte il Casco d'Argento (torneo di seconda divisione) e un campionato regionale (torneo di quarta divisione); la sezione di flag football ha vinto due campionati nazionali e quattro regionali.

## Dettaglio stagioni

### Tackle football

#### Tornei nazionali

##### Campionato

###### Division Élite
| Stagione | regular season | regular season | regular season | regular season | regular season | regular season | playoff | playoff | playoff | playoff | playoff | playoff           | playoff                        |
|          | Vin            | Par            | Per            | Tot            | PF             | PS             | Vin     | Per     | Tot     | PF      | PS      | risultato         | avversaria                     |
| -------- | -------------- | -------------- | -------------- | -------------- | -------------- | -------------- | ------- | ------- | ------- | ------- | ------- | ----------------- | ------------------------------ |
| 2012     | 5              | 0              | 5              | 10             | 218            | 187            | -       | -       | -       | -       | -       | -                 | -                              |
| 2013     | 5              | 0              | 5              | 10             | 230            | 202            | -       | -       | -       | -       | -       | -                 | -                              |
| 2014     | 5              | 0              | 3              | 8              | 218            | 176            | 1       | 1       | 2       | 52      | 50      | Casque de Diamant | Black Panthers de Thonon       |
| 2015     | 3              | 0              | 7              | 10             | 198            | 245            | -       | -       | -       | -       | -       | Retrocessi        | -                              |
| 2018     | 6              | 1              | 3              | 10             | 272            | 192            | 0       | 1       | 1       | 9       | 14      | Semifinale        | Black Panthers de Thonon       |
| 2019     | 8              | 2              | 0              | 10             | 172            | 48             | 0       | 1       | 1       | 6       | 24      | Semifinale        | Cougars de Saint-Ouen-l'Aumône |
| 2020     | 2              | 0              | 1              | 3              | 82             | 66             | -       | -       | -       | -       | -       | -                 | -                              |
| 2022     | 4              | 0              | 6              | 10             | 190            | 240            | -       | -       | -       | -       | -       | -                 | -                              |
| 2023     | 4              | 1              | 5              | 10             | 174            | 240            | -       | -       | -       | -       | -       | -                 | -                              |
| 2024     | 5              | 1              | 4              | 10             | 277            | 149            | -       | -       | -       | -       | -       | -                 | -                              |
| Totale   | 47             | 5              | 39             | 91             | 2031           | 1645           | 1       | 3       | 4       | 67      | 88      |                   |                                |

Fonti: Enciclopedia del Football - A cura di Massimo Mezzetti

###### Challenge Féminin
| Stagione | regular season | regular season | regular season | regular season | regular season | regular season | playoff | playoff | playoff | playoff | playoff | playoff     | playoff           |
|          | Vin            | Par            | Per            | Tot            | PF             | PS             | Vin     | Per     | Tot     | PF      | PS      | risultato   | avversaria        |
| -------- | -------------- | -------------- | -------------- | -------------- | -------------- | -------------- | ------- | ------- | ------- | ------- | ------- | ----------- | ----------------- |
| 2015     | 2              | 0              | 0              | 2              | 72             | 20             | 1       | 0       | 1       | 14      | 6       | Campionesse | Argocanes         |
| 2016     | 4              | 0              | 0              | 4              | 130            | 0              | 1       | 0       | 1       | 24      | 0       | Campionesse | Argocanes         |
| 2017     | 3              | 0              | 1              | 4              | 142            | 30             | 2       | 0       | 2       | 78      | 20      | Campionesse | Lions de Bordeaux |
| 2018     | 2              | 0              | 0              | 2              | 50             | 0              | 2       | 0       | 2       | 90      | 6       | Campionesse | Lions de Bordeaux |
| Totale   | 11             | 0              | 1              | 12             | 394            | 50             | 6       | 0       | 6       | 206     | 32      |             |                   |

Fonti: Enciclopedia del Football - A cura di Massimo Mezzetti

##### Deuxième Division
| Stagione | regular season | regular season | regular season | regular season | regular season | regular season | playoff | playoff | playoff | playoff | playoff | playoff   | playoff                 |
|          | Vin            | Par            | Per            | Tot            | PF             | PS             | Vin     | Per     | Tot     | PF      | PS      | risultato | avversaria              |
| -------- | -------------- | -------------- | -------------- | -------------- | -------------- | -------------- | ------- | ------- | ------- | ------- | ------- | --------- | ----------------------- |
| 2017     | 7              | 0              | 1              | 8              | 242            | 78             | 3       | 0       | 3       | 73      | 44      | Campioni  | Blue Stars de Marseille |
| Totale   | 7              | 0              | 1              | 8              | 242            | 78             | 3       | 0       | 3       | 73      | 44      |           |                         |

Fonti: Enciclopedia del Football - A cura di Massimo Mezzetti

### Flag football

#### Tornei internazionali

##### Ladies Champions Bowl
| Stagione | regular season | regular season | regular season | regular season | regular season | regular season | playoff | playoff | playoff | playoff | playoff | playoff     | playoff                  |
|          | Vin            | Par            | Per            | Tot            | PF             | PS             | Vin     | Per     | Tot     | PF      | PS      | risultato   | avversaria               |
| -------- | -------------- | -------------- | -------------- | -------------- | -------------- | -------------- | ------- | ------- | ------- | ------- | ------- | ----------- | ------------------------ |
| 2017     | 3              | 0              | 0              | 3              | 94             | 39             | 3       | 0       | 3       | 66+?    | 26+?    | Campionesse | Vienna Constables Ladies |
| Totale   | 3              | 0              | 0              | 3              | 94             | 39             | 3       | 0       | 3       | 66+?    | 26+?    |             |                          |

Fonti: Enciclopedia del Football - A cura di Massimo Mezzetti

### Riepilogo fasi finali disputate
| Anno              | Luogo              | Evento                | Fase del torneo      | Incontro                                             | Risultato |
| 25-26 giugno 2011 |                    | Deuxième Division     | Spareggio promozione | Templiers d'Élancourt - Molosses d'Asnières          | 19 - 26   |
| 28 giugno 2014    | Parigi             | Division Élite        | Casque de Diamant    | Black Panthers de Thonon - Molosses d'Asnières       | 35 - 34   |
| 14 giugno 2015    | Aix-en-Provence    | Challenge Féminin     | Finale               | Argocanes - Molosses d'Asnières                      | 6 - 14    |
| 16 giugno 2016    | Asnières-sur-Seine | Challenge Féminin     | Finale               | Argocanes - Molosses d'Asnières                      | 0 - 24    |
| 10 giugno 2017    | Bordeaux           | Challenge Féminin     | Finale               | Lions de Bordeaux - Molosses d'Asnières              | 14 - 34   |
| 18 giugno 2017    | Marsiglia          | Deuxième Division     | Casque d'Or          | Blue Stars de Marseille - Molosses d'Asnières        | 25 - 26   |
| 16 luglio 2017    | Walldorf           | Ladies Champions Bowl | Finale               | Redlips Molosses - Vienna Constables Ladies          | 32 - 13   |
| 10 giugno 2018    | Asnières-sur-Seine | Challenge Féminin     | Finale               | Lions de Bordeaux - Molosses d'Asnières              | 0 - 44    |
| 16 giugno 2018    | Thonon-les-Bains   | Division Élite        | Semifinale           | Black Panthers de Thonon - Molosses d'Asnières       | 14 - 9    |
| 16 giugno 2019    | Asnières-sur-Seine | Division Élite        | Semifinale           | Molosses d'Asnières - Cougars de Saint-Ouen-l'Aumône | 6 - 24    |

## Palmarès
- 1 Ladies Champions Bowl (2017)
- 4 Challenge Feminin (2015, 2016, 2017, 2018)
- 3 Caschi d'Oro (2010, 2011, 2017)
- 1 Casco d'Argento (1995)
- 1 Campionato regionale Île de France (2011)
- 1 Campionato francese juniores (2016)
- 2 Campionati nazionali di flag football (2010, 2012)
- 4 Campionati regionali Île de France di flag football (2010-2012, 2014)
- 1 Campionato nazionale di flag football Under-17 (2012)
- 1 Campionato nazionale di flag football Under-15 (2012)